# Hynobius fossigenus
Hynobius fossigenus é uma espécie de salamandra da família Hynobiidae, sendo encontrada em algumas prefeituras dos distritos de Kantō e Chūbu, no Japão.
Assim como todas as espécies do gênero Hynobius, possui pulmão, sua cauda é menor que o corpo e não possui garras nas pontas dos dedos. Porém, características como a sua coloração arroxeada com pintas douradas, seu tamanho e o uso de corpos d'água lóticos para se reproduzir fazem desta espécie diferente de todas as outras.
Os indivíduos se reproduzem entre dezembro e abril, em córregos montanhosos cercados por florestas sempre-verdes de Cryptomeria japonica. Após o acasalamento, as fêmeas depositam seus ovos em envelopes, que são grossos, transparentes e resistentes, onde permanecem por sessenta dias, quando ocorre o desenvolvimento completo do embrião no ovo. Depois da eclosão, os girinos saem do invólucro e passam a viver debaixo de rochas ou no fundo dos córregos, completando sua metamorfose no período de um ano. Os machos tornam-se adultos por volta dos cinco anos, já as fêmeas, por volta dos sete.

## Taxonomia
A espécie foi descrita na revista científica PeerJ no dia 21 de junho de 2018, pelos pesquisadores Hisanori Okamiya, Hirotaka Sugawara, Masahiro Nagano e Nikolay A. Poyarkov. É tratada como pertencente ao gênero Hynobius, uma vez que possui todas as características que, juntas, lhe são exclusivas, como: a presença de pulmões, ter uma cauda menor do que o corpo, existência de dedos sem garras e a ausência de uma linha clara e visível na região dorsal. Já a especiação pode ser determinada pelo seu grande tamanho, por depositar seus ovos em corpos d'água lóticos, pela grossura do seu saco de ovos, por ter a cabeça pequena e o corpo esbelto e pela sua coloração. Também foram feitos exames genéticos a partir de seu ADN nuclear e mitocondrial, além do ARN mitocondrial 16S, os quais atestaram se tratar realmente de uma espécie nova.
O holótipo, que se tratava de um macho adulto, foi encontrado no dia 1.º de março de 2018, num córrego da encosta oriental do Monte Hinode, na cidade homônima, no Japão, numa altitude de 679 metros. Também foram usados 25 parátipos na descrição, sendo 17 machos e oito fêmeas, que foram coletados durante o período reprodutivo nas regiões de entorno da cidade onde foi encontrado o holótipo.
Desde 1986, já existiam suspeitas de que a espécie existiria, quando os pesquisadores Ikebe, Yamamoto e Kohno, ao analisarem diferentes populações de Hynobius kimurae, notaram certa diferença no cariótipo entre indivíduos, além de uma proximidade filogenética desta espécie com a H. boulengeri. Mais tarde, em um outro estudo em 1991, Ikebe e Kohno detectaram que esta heterogeneidade estava localizada no distrito de Kantō, além de perceberem diversas distinções entre os grupos, como o número de ovos por ninhada e a biologia dos girinos. Apesar de todas estas dessemelhanças, a espécie não foi descrita nesse momento, sendo os dados atribuídos a meras divergências entre grupos populacionais distintos.
O epíteto específico da espécie é uma aglutinação das palavras latinas fossa, que significa abismo, e genus, que significa nascido em, formando um adjetivo que tem como tradução livre aquele que nasce no abismo, uma referência ao fato de ela ser encontrada próxima a uma falha geológica entre a Placa Norte-Americana e a Placa Eurasiática.

## Distribuição e conservação
A espécie pode ser encontrada em diversas prefeituras do Japão, como Gunma, Saitama, Tóquio, Kanagawa, Yamanashi, Shizuoka, Nagano e Aichi. Muitas dessas populações estão isoladas umas das outras, por acidentes geográficos como maciços. Está presente entre a variação de altitude de 300 e 1 100 metros, porém é mais comum entre os 400 e 900 metros. Costuma estar próxima de corpos d'água lóticos, como córregos, em que depositam seus ovos. Apesar de a espécie não ser protegida por nenhuma lei ou parque ambiental, com exceção a da prefeitura de Gunma, ela possui uma ampla distribuição, e apenas algumas populações isoladas podem ser ameaçadas por ações antrópicas ou perda de habitat, tornando-a uma espécie pouco preocupante (LC). Ainda não foi avaliada pela União Internacional para a Conservação da Natureza (IUCN).

## Especiação
Por intermédio de exames genéticos realizados na espécie, foi possível se determinar que a especiação ocorreu a partir da radiação adaptativa do complexo específico H. kimurae-H. boulengeri, que ocorreu há sete milhões de anos, no final do Mioceno. Tal radiação foi causada pelo surgimento de montanhas de origem vulcânica, as quais separaram o complexo em três diferentes grupos: o ocidental, que deu origem à H. kimurae, o central, à H. boulengeri, e o oriental, à H. kimurae. Essas populações, por estarem isoladas reprodutivamente, e devido à seleção natural, começaram a divergir e se tornaram espécies separadas.

## Descrição

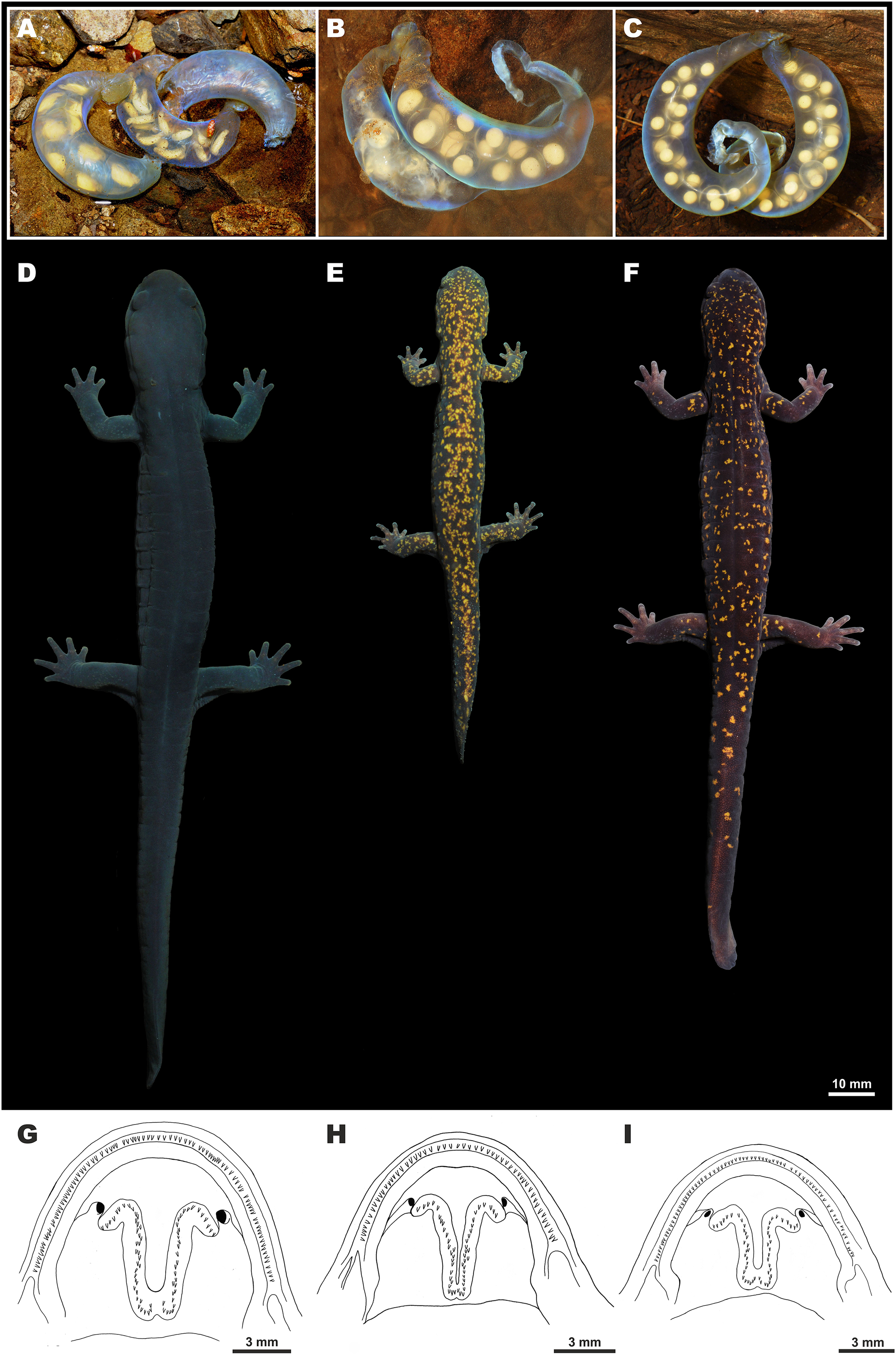
Comparação entre os ovos, indivíduos adultos e a boca de H. boulengeri (esquerda), H. fossigenus (centro) e H. kimurae (direita).

Seu comprimento médio varia entre 66 e 82,5 milímetros, do qual apenas a cabeça, que é oval e larga, representa 25 por cento. Seu corpo é esbelto e cilíndrico, com o tórax estreito. A pele de seu ventre e dorso é lisa, com glândulas microscópicas espalhadas por todo o corpo. Sua cloaca é ligeiramente inchada, não sendo visível do ponto de vista ventral ou lateral, e sendo aberta longitudinalmente no formato de uma cruz, com as bordas salientes e o tubérculo sexual reduzido. A cauda é comprida, porém menor que o corpo, com a forma variando entre o cilíndrico e oval e sendo mais grossa na região próxima à base. Sua língua é larga, elíptica e convexa, estando presa na parte inferior da boca pela parte central. O focinho é largo, curto e arredondado, com as narinas pequenas e redondas, apontadas para a lateral. Seus olhos são grandes e a pálpebra superior é bem desenvolvida. Possuem glândulas parotóides proeminentes e inchadas, as quais se estendem na região entre a mandíbula inferior e a dobra gular. Sua arcada dentária é composta por fileiras longas, largas e oblíquas de, geralmente, 56 dentes vomerianos no formato de U.
A coloração de seu dorso varia entre o roxo-amarronzado ao preto desbotado, possuindo várias manchas pequenas manchas de formato irregular distribuídas pelo corpo, podendo ser amarelo-douradas ou laranja-douradas, cuja quantidade pode variar entre os indivíduos. Suas patas possuem uma coloração mais acinzentada em relação ao resto do corpo. O principal dimorfismo sexual é o tamanho dos machos, que costuma ser menor do que das fêmeas, além da cauda, que costuma ser mais alta. Durante o período reprodutivo, a cloaca dos machos costuma ficar mais protuberante, o inverso do que acontece com fêmeas, nas quais o órgão costuma salientar-se menos. Durante a reprodução, por sua vez, o corpo das fêmeas tende a ficar mais inchado.
Pode ser diferenciada de todas as espécies congêneres de Taiwan, como a H. formosanus e a H. glacialis pelo sua coloração e pelo seu grande tamanho, já que estas nunca ultrapassam os 69 milímetros. Pode ser diferenciada de todas as espécies lóticas de seu gênero pelo fato de seu saco de ovos ser mais resistente e possuir mais dobras, além de possuir uma coloração violeta-fluorecente. E a H. katoi, uma espécie simpátrica, pode ser diferenciada por ser menor (60 milímetros) e possuir menos dentes, num total de 39. Das espécies de seu complexo específico, pode ser diferenciada da H. boulengeri por esta possuir o dorso com uma coloração totalmente uniforme de um preto-azulado e da H. kimurae, espécie mais próxima filogeneticamente, por ter um tamanho maior que esta, que possui 74 milímetros, uma cauda mais comprida e pela coloração.

## Reprodução

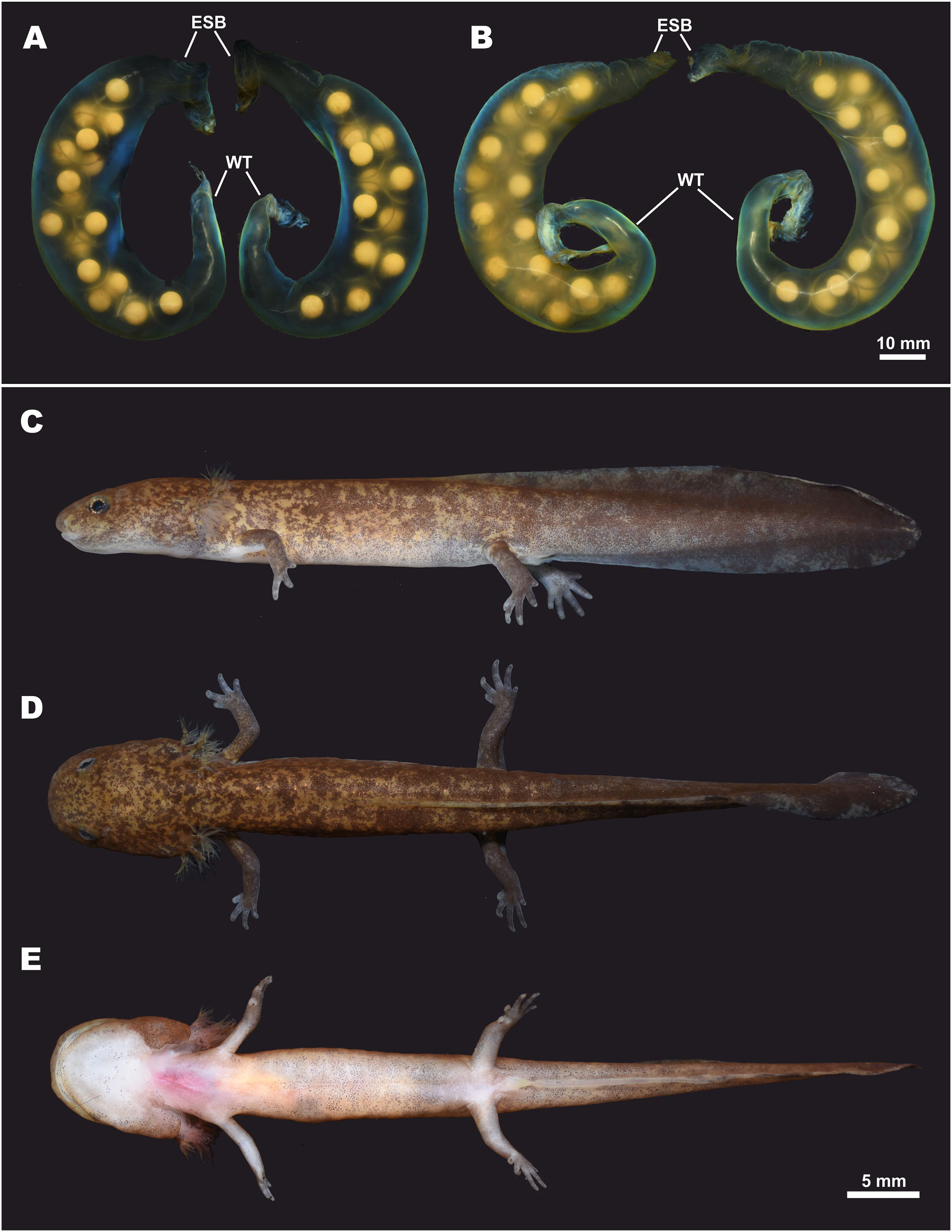
Um par de saco de ovos e um girino visto de ambos os lados.

A espécie costuma se reproduzir na nascente de pequenos córregos montanhosos, com a temperatura nunca excedendo os 20°C. Os preferidos são aqueles que têm menos de um metro e meio de largura e profundidade entre vinte e trinta centímetros, localizados em florestas sempre-verdes de Cryptomeria japonica ou mistas. Os adultos começam a procurar tais lugares em novembro, com o período reprodutivo durando entre dezembro e abril. O acasalamento ocorre fora d'água, dentro de tocas debaixo de rochas e pedras. Depois disso, as fêmeas depositam seus ovos em grossos, resistentes e transparentes envelopes, que são presos às rochas no córrego ou a cachoeiras, onde a água costuma estar entre os 5,5 e 6,5°C. Logo após, a fêmea abandona o local, e o macho costuma permanecer por um tempo na região do entorno de onde ocorreu a oviposição.

O desenvolvimento dos ovos costuma durar sessenta dias, e, passado esse tempo, eles eclodem e os girinos saem do envelope. Do lado de fora, costumam se alimentar de anfípodes e larvas de tricópteros e efemerópteros. Existem relatos de canibalismo, em que os mais velhos se alimentam dos mais novos. São facilmente encontrados debaixo de pedras e folhas caídas ou na parte mais funda de córregos. A metamorfose dura aproximadamente um ano, e, quando ela termina, os imagos passam a se alimentar de aranhas, insetos e minhocas. Os machos levam no mínimo cinco anos para se tornarem adultos, enquanto as fêmeas demoram um pouco mais, com um mínimo de sete anos.